# Ciuma lui Iustinian

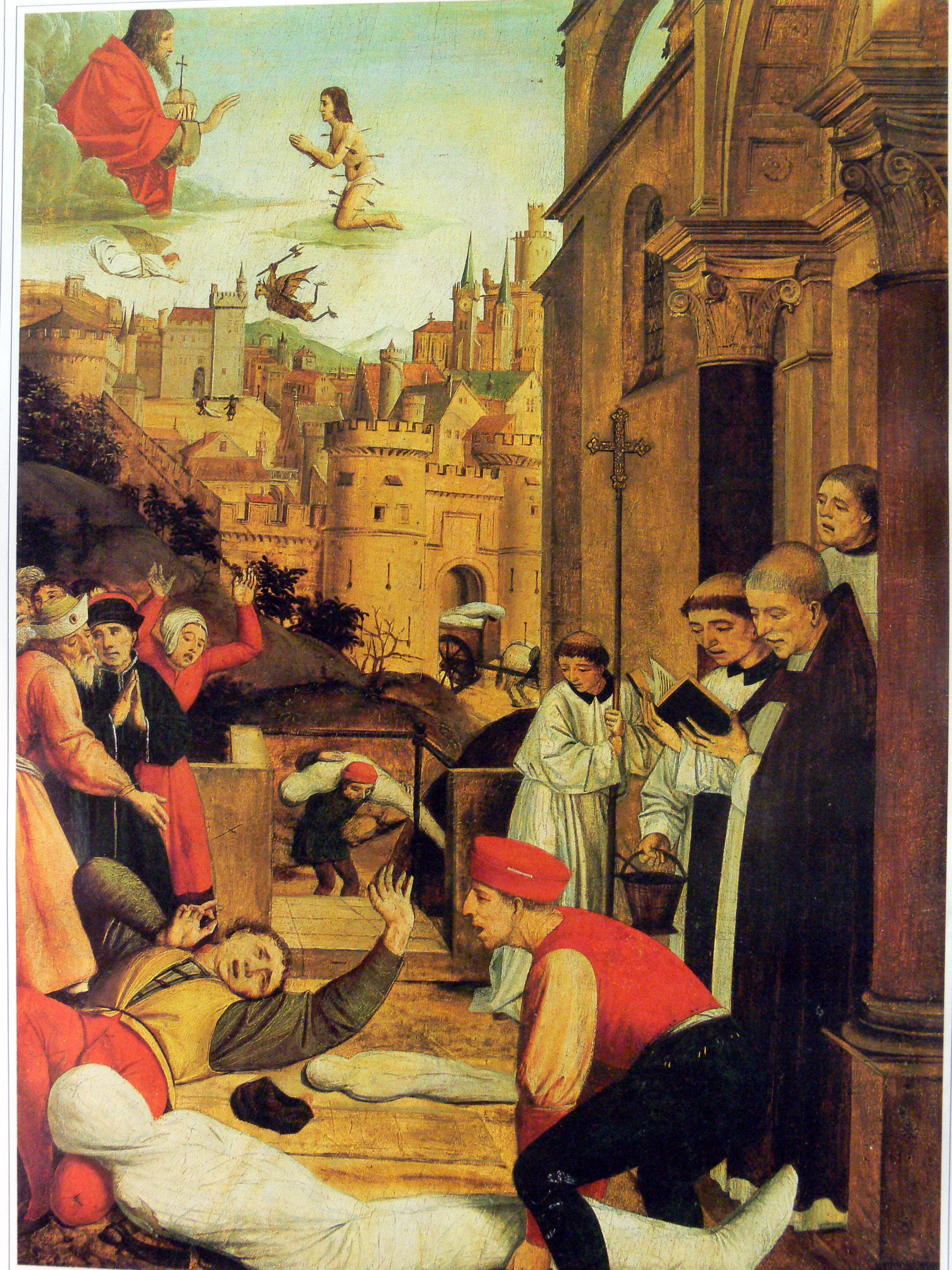
Sfântul Sebastian se roagă în cer lui Isus Cristos pentru viața unui gropar afectat de boală în timpul ciumei lui Iustinian. (Josse Lieferinxe, c. 1497-1499)

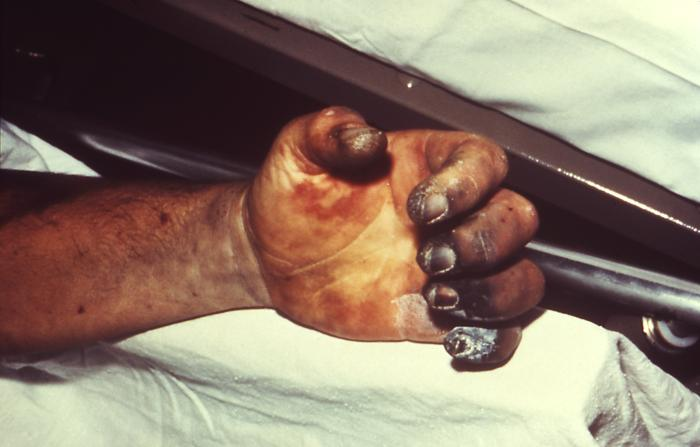
O caracteristică a ciumei lui Iustinian a fost necroza mâinii. (Foto din 1975, victimă a ciumei)

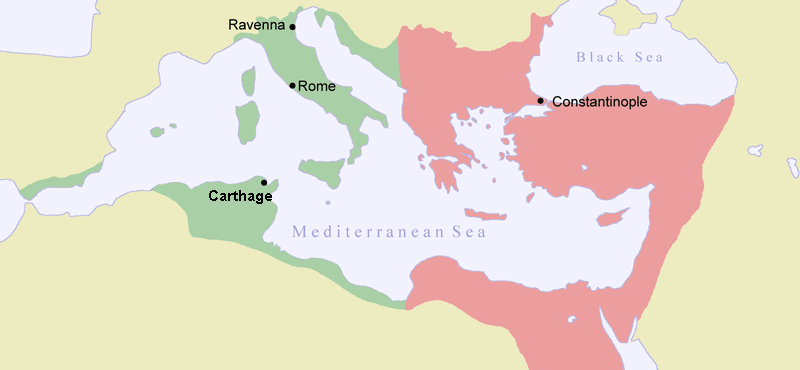
O hartă a Imperiului Bizantin în 550 (un deceniu după ciuma lui Iustinian) cu cuceririle lui Iustinian arătate în verde

Ciuma lui Iustinian (541–542 d.Hr., cu recidive până în 750) a fost o pandemie care a afectat Imperiul Bizantin (Roman de Răsărit) și, în special, capitala sa, Constantinopol, dar și Imperiul Sasanian și orașele-port din toată Marea Mediterană, într-o perioadă în care corăbiile comerciale aveau șobolani la bord, șobolani care erau plini de purici infectați cu ciumă. Unii istorici consideră că ciuma lui Iustinian a fost una din cele mai mortale pandemii din istorie, care a provocat moartea a aproximativ 25–100 de milioane de oameni în decursul a două secole de recidive, un număr de decese echivalent cu aproape jumătate din populația Europei în momentul primul focar. Impactul social și cultural al ciumei a fost comparat cu cel al Morții Negre care a devastat Eurasia în secolul al XIV-lea  dar cercetări publicate în 2019 au susținut că rata morții și efectele sociale au fost exagerate.
În 2013 cercetătorii au confirmat speculațiile anterioare potrivit cărora cauza ciumei lui Iustinian a fost Yersinia pestis, aceeași bacterie responsabilă pentru Moartea Neagră (1347-1351). Acesta din urmă a fost mult mai scurtă, dar a omorât o treime sau jumătate dintre europeni. Tulpini antice și moderne de Yersinia pestus strâns legate de strămoșul tulpinii ciumei Iustiniene au fost găsite în Tian Șan, un sistem de lanțuri muntoase la granițele Kârgâzstanului, Kazahstanului și Chinei, ceea ce sugerează că ciuma lui Iustinian ar fi putut avea originea în sau în apropiere de regiunea respectivă.
Ciuma a revenit periodic până în secolul al VIII-lea.     Valurile bolii au avut un efect major asupra cursului ulterior al istoriei europene. Istoricii moderni au numit acest incident de ciumă după Iustinian I, care era împărat în momentul izbucnirii inițiale. Iustinian însuși a suferit de această boală, dar a supraviețuit.